# James W. C. Pennington

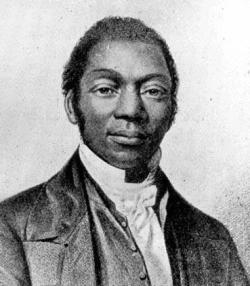
James W. C. Pennington

James William Charles Pennington (1807–1870) war ein afroamerikanischer Redner, Pfarrer, Schriftsteller und Anhänger des Abolitionismus in Brooklyn, New York.
Mit 19 Jahren entkam er der Sklaverei durch Flucht aus dem westlichen Maryland nach New York. Nachdem er in Brooklyn gearbeitet hatte und seine Ausbildung erweitern konnte, wurde er als erster schwarzer Student an der Universität von Yale angenommen. Nach Abschluss seines Studiums wurde er auserwählt, als Pfarrer für eine kongregationalistische Kirche zu ordinieren und später auch für presbyterianische Kirchen, für Gemeinden in Hartford, Connecticut; und New York. Nach dem Bürgerkrieg diente er Gemeinden in Natchez, Mississippi; Portland, Maine; und Jacksonville, Florida. In der Vorkriegszeit war Pennington als Abolitionist unter den amerikanischen Vertretern der zweiten Weltkonferenz zur Sklaverei in London.
Er schrieb The Origin and History of the Colored People (1841), welches als erste Historie über Schwarze gilt. Seine Memoiren, The Fugitive Blacksmith, wurden erstmals 1849 in London veröffentlicht.

## Frühes Leben und Erziehung
Er wurde 1807 auf der Tilghman-Plantage an der Ostküste von Maryland in die Sklaverei geboren, und James genannt. Als er vier Jahre alt war, wurden James und seine Mutter dem Sohn ihres Besitzers, Frisby Tilghman, als Hochzeitsgeschenk übergeben. Sie kamen zur Plantage des jüngeren Tilghman, namens Rockland, nahe Hagerstown im westlichen Maryland. Dort wurde James als Tischler und Schmied ausgebildet. Am 28. Oktober 1827, als er gerade 19 Jahre alt war, flüchtete James von der Plantage.
Nach einer Reihe von Missgeschicken wurde James in Adams County, Pennsylvania von den Quäkern William und Phoebe Wright aufgenommen, die dem flüchtigen Sklaven Unterschlupf boten. Aufgrund der Tatsache, dass James Analphabet war, begann Wright ihm das Lesen und Schreiben beizubringen. James nahm den Nachnamen Pennington an, nach dem Qäker Isaac Penington, und den Mittelnamen William, nach seinem Wohltäter.

## Umzug nach New York
Als Pennington ein Jahr später nach Brooklyn, New York zog, fand er eine Arbeit als Kutscher für einen wohlhabenden Anwalt. Er setzte seine Ausbildung fort, bezahlte seine Lehrer mit seinem eigenen Einkommen und brachte sich selber Latein und Griechisch bei. Die stufenweise Abschaffung der Sklaverei in New York befreite bis 1827 nicht alle Erwachsenen, sodass es in den frühen 1800er Jahren in Kings County und Brooklyn noch viele versklavte Tagelöhner gab, da diese wichtig für deren landwirtschaftliche Ökonomie waren.
Pennington trat 1829 der ersten Negro National Convention in Philadelphia bei und setzte auch weiterhin fort in der Negro Convention Bewegung aktiv zu sein, bis er 1853 schließlich deren führender Offizier wurde.  Innerhalb von fünf Jahren hatte er so viel gelernt, dass er angestellt wurde, um an der Schule in Newtown, Long Island zu unterrichten.
Pennington besuchte die Shiloh Presbyterian Church in Manhattan. Er wurde als erster schwarzer Student an der Yale University angenommen, unter der Bedingung, dass er in den Lehrräumen immer hinten sitzen musste und keine Fragen stellen durfte. Nachdem er sein Studium beendet hatte, wurde Pennington auserwählt, als Pfarrer für eine kongregationalistische Kirche zu ordinieren. Als Erstes diente er einer Kirchengemeinde in Long Island.
Das nächste Mal wurde er 1840 von der Talcott Street Church berufen, welche heute Faith Congregational Church heißt und sich in Hartford befindet. Während er als Pfarrer diente, schrieb Pennington die erste Historie über Afroamerikaner, The Origin and History of the Colored People (1841).
Er wurde stark in die Abolitionsbewegung involviert und als Vertreter für die zweite Weltkonferenz zum Thema Sklaverei in London ausgewählt.
Als er nach Hartford zurückkehrte, nachdem er eingeladen wurde, in Englischen Kirchen zu predigen und zu dienen, überredete Pennington seine weißen Kollegen, ihn in deren Auswechslungen der Kanzel aufzunehmen. Er war der erste schwarze Pfarrer in einer Reihe von Kirchen in Connecticut.
Er befreundete sich mit John Hooker, einem seiner Gemeindemitglieder, und vertraute ihm 1844 seinen Status als flüchtiger Sklave an und seine Besorgnis über die Zukunft. Hooker eröffnete geheime Verhandlungen mit seinem früheren Besitzer Frisby Tilghman, aber weder er noch Pennington hatten die geforderten 500 Dollar für den Sklavenhalter, der kurze Zeit später starb.
Pennington war unter jenen, welche auf der Suche nach Gerechtigkeit für die westafrikanischen Mende illegal versklavt und in den Fall Amistad involviert wurden, welcher zwischen 1839 und 1841 stattfand und letztendlich vom Obersten Gerichtshof der Vereinigten Staaten zugunsten der Mende beendet wurde. Als die Westafrikaner den Fall und ihre Freiheit gewonnen hatten, entschieden sich 35 von ihnen, nach Afrika zurückzukehren. Pennington gründete die United Missionary Society, die erste schwarze Missionarsgesellschaft, um dabei zu helfen, für die Rückkehr Geld zu sammeln.
Pennington war gerade in Schottland als das Fugitive Slave Law of 1850 beschlossen wurde, welches die Bedrohung für ihn als Flüchtigen erhöhte, da es sogar von der Exekutive in freien Staaten forderte, flüchtige Sklaven durch Gefangennahme und Verfolgung ihren Besitzern wieder zu geben. Für das Erfassen von Sklaven wurden Belohnungen angeboten und die Dokumentationsanforderungen waren leicht, den Sklavenfängern zugunsten. Obwohl Pennington 1850 nach New York gerufen wurden, um der Shiloh Presbyterian Church zu dienen, fürchtete er sich bei so einem Risiko zurückzukehren. Hooker arbeitete mit den Abolitionisten in England, um das Geld aufzubringen, damit er Pennington vom Besitz der Tilghman’s freikaufen konnte (der Plantagenbesitzer war bereits gestorben). Freunde von Pennington in Duns, Berwickshire brachten das Geld auf und Hooker nahm schnell "Besitz" von Pennington, um ihn in den Vereinigten Staaten freizulassen.
Während Pennington zu seiner Sicherheit fast zwei Jahre auf den Britischen Inseln blieb, reiste er sowohl dort, als auch im restlichen Europa viel, um Ansprachen zu halten und Geld zugunsten des Abolitionismus zu sammeln. Er vollendete seine Memoiren, namens The Fugitive Blacksmith, welche 1849 in London erstmals veröffentlicht wurden und worin er seine Reise vom Sklaven zu einem gebildeten Pfarrer nacherzählt. Während er in Europa war, wurde ihm von der Universität Heidelberg eine Ehrendoktorwürde verliehen.
Nachdem er in die Vereinigten Staaten zurückgekehrt war, half Pennington ein Komitee aufzustellen, um gegen das System der Rassentrennung in Straßenbahnen in New York City (einschließlich Brooklyn) zu protestieren. Die Schullehrerin Elizabeth Jennings war 1854 verhaftet worden, weil sie darauf bestand eine für Weiße reserviert Bahn zu verwenden. Verschiedene private mit Pferden betriebene Straßenbahnen grenzten Schwarze aus oder zwangen diese im hinteren Teil platz zu nehmen. Jennings’ Fall wurde im Februar 1855 vom Bezirksgericht in Brooklyn zu ihren Gunsten entschieden.
Als Pennington 1859 selbst verhaftet und verurteilt wurde, weil er mit einer "für Weiße" reservierten Straßenbahn fuhr, wurde er von der Legal Rights Association, welche von Elizabeths Vater, Thomas L. Jennings, gegründet wurde, gesetzlich vertreten. Der Fall forderte das System erfolgreich heraus, aufgrund einer Berufung auf die vorhergehende Entscheidung des Obersten Gerichtshofs der Vereinigten Staaten im Jahr 1855, dass so eine Teilung illegal wäre und enden müsse. Etwa im Jahr 1865 haben alle Autofirmen die Segregation aus ihrem System verwiesen.

## Bürgerkrieg und nachfolgende Zeit
Pennington war als Pazifist bekannt, half jedoch während des Bürgerkrieges schwarzen Truppen für die Unionsarmee zu rekrutieren. Nach dem Krieg wurde er kurzzeitig auf eine Pfarrstelle in Natchez, Mississippi sowie für drei Jahre nach Portland, Maine berufen.
Zu Beginn des Jahres 1870 wurde er von der Presbyterianischen Kirche nach Florida berufen, wo er als Pfarrer einer afroamerikanischen Gemeinde in Jacksonville vorstand. Er stab am 22. Oktober 1870, nach einer kurzen Krankheit.

## Vermächtnis und Ehrungen
Im Jahr 1849 wurde Pennington von der Universität Heidelberg eine Ehrendoktorwürde verliehen. Die Universität hat ihm zu Ehren eine Gemeinschaft gegründet. Sie vergibt einen James W.C. Pennington Award, mit dem hervorragende Wissenschaftler geehrt werden, die zu Themen forschen, die für Pennington von besonderer Bedeutung waren. Dazu gehören Sklaverei und Emanzipation, Frieden, Bildung, gesellschaftliche Reformen, Bürgerrechte, Religion und interkulturelle Verständigung.

## Werke
- The Origin and History of the Colored People (1841), gilt als  erste Historie über Schwarze.[1] Er hat, wegen der Unterlegenheit von Schwarzen direkt herausgefordert, Aussagen vom früheren Präsidenten, Thomas Jefferson, veröffentlicht.
- The Fugitive Blacksmith (1849), seine Memoiren über seine Sklavenvergangenheit, wurden erstmals in London veröffentlicht.[1]